# Chu kỳ trên giây

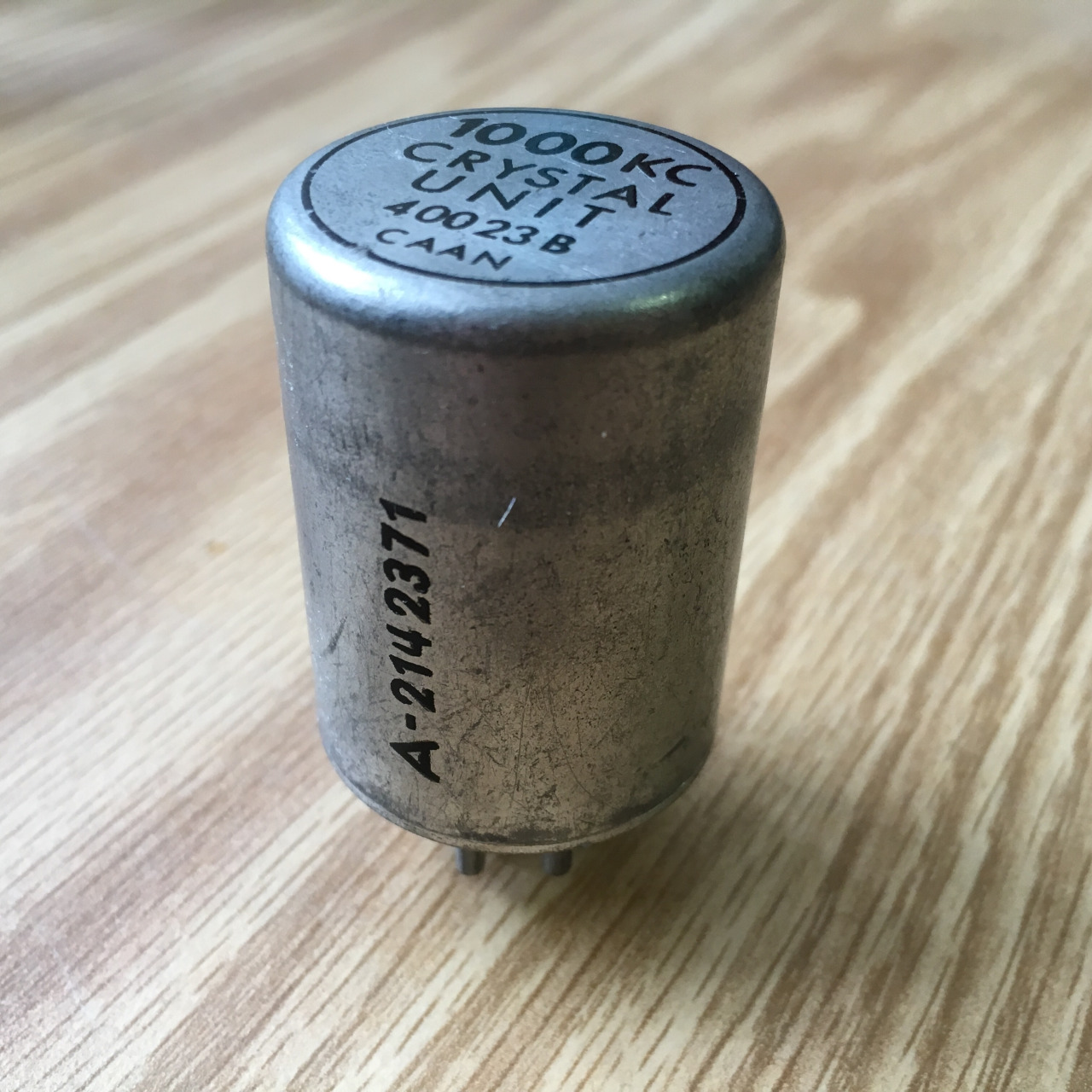
Một dao động tinh thể quân sự 1000 kilô chu kỳ có chân bát phân.

Chu kỳ trên giây hoặc chu kỳ mỗi giây (tiếng Anh: cycle per second, viết tắt c.p.s, c/s, ~, hoặc đơn giản là chu kỳ) từng là tên gọi phổ biến cho đơn vị tần số hiện được gọi là hertz (Hz). Người ta từng sử dụng thuật ngữ này vì sóng âm thanh có tần số đo được theo số lượng dao động hoặc chu kỳ trong một giây.
Với việc thành lập Hệ thống các đơn vị quốc tế vào năm 1960, chu kỳ mỗi giây đã chính thức được thay thế bằng hertz hoặc giây nghịch đảo, ("s-1" hoặc "1/s"). Đơn vị "chu kỳ trên giây" có ký hiệu "chu kỳ/giây", trong khi hertz có ký hiệu "Hz" hoặc "s-1".
Đối với tần số cao hơn, kilô chu kỳ (kilocycle, kc) là dạng viết tắt của kilô chu kỳ trên giây (kilocycle per second), thường được sử dụng trên các thành phần hoặc thiết bị. Các đơn vị cao hơn khác như mêga chu kỳ (megacycle, Mc) và hiếm hơn là kilô mêga chu kỳ (kilomegacycle, kMc) đã được sử dụng trước năm 1960 và trong một số tài liệu sau này. Chúng có các đơn vị tương đương hiện đại như kilôhertz (kHz), mêgahertz (MHz), và gigahertz (GHz).
Tốc độ xảy ra các sự kiện theo chu kỳ hoặc ngẫu nhiên có thể được biểu diễn bằng becquerel (như trong trường hợp phóng xạ), chứ không phải hertz. Mặc dù cả hai đều giống nhau về mặt toán học, nhưng theo quy ước hertz ngụ ý tính đều đặn, trong khi becquerel ngụ ý yêu cầu phép lấy trung bình theo thời gian. Thành thử một becquerel là một sự kiện trung bình trong mỗi giây, trong khi một hertz là một sự kiện trong mỗi giây trên một chu kỳ thông thường.
Chu kỳ cũng có thể là một đơn vị đo mức độ sử dụng các máy pittông, đặc biệt là máy ép, trong trường hợp này chu trình đề cập đến sự quay vòng hoàn chỉnh của cơ chế được đo (tức là trục của động cơ pittông).
Các đơn vị phát sinh bao gồm chu kỳ trên ngày (cycle per day, cpd) và chu kỳ trên năm (cycle per year, cpy).